# Nutha
Nutha este o comună în Saxonia-Anhalt, Germania